# Steppenflughuhn
Das Steppenflughuhn oder Steppenhuhn (Syrrhaptes paradoxus) ist ein Vogel aus der Familie der Flughühner.

## Beschreibung

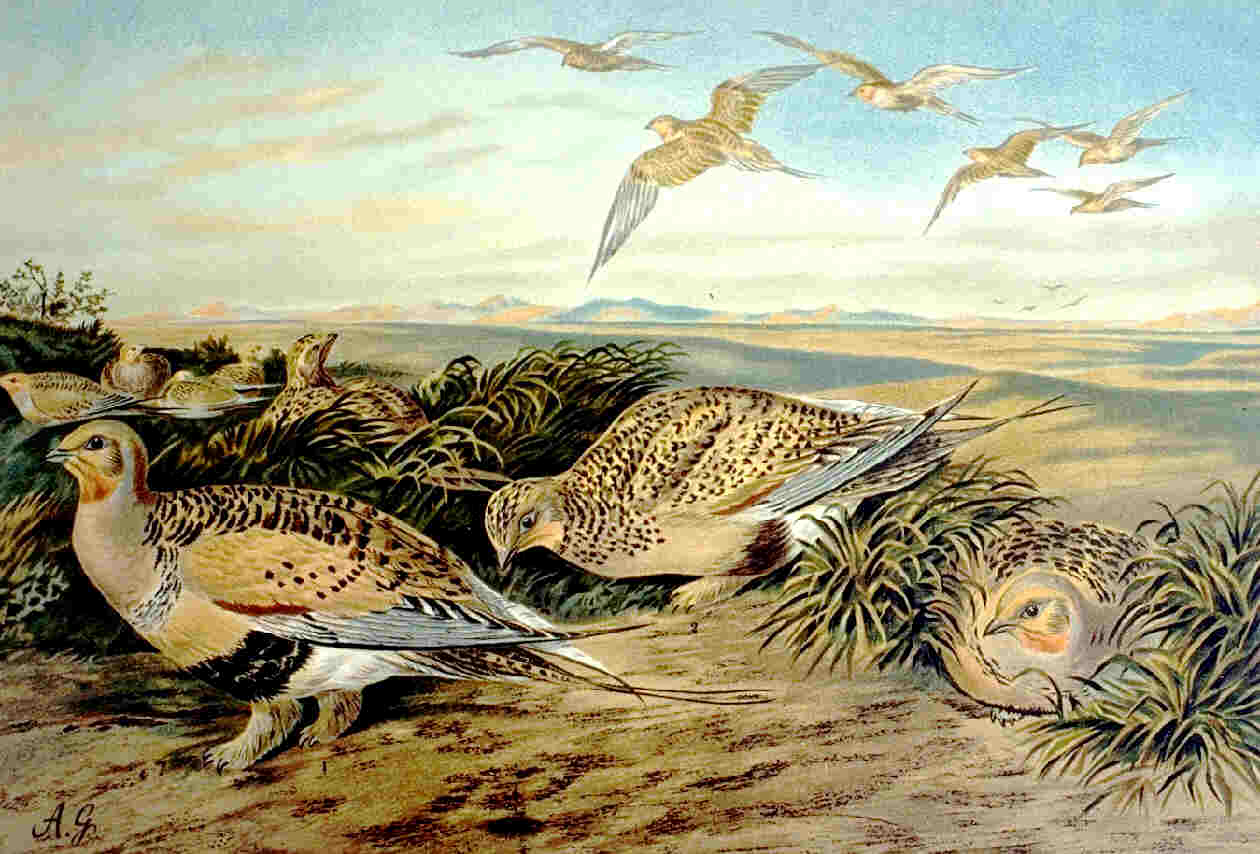
Illustration dreier Steppenhühner, links und rechts ♂♂, in der Mitte ♀

Der mit 30 bis 41 Zentimetern ringeltaubengroße Vogel ist durch lange, nadelförmig spitze, mittlere Schwanzfedern gekennzeichnet. Diese sind noch länger als beim Spieß- und Braunbauch-Flughuhn. Auch die 10. Handschwinge ist spießförmig ausgezogen, was aber feldornithologisch nicht von Bedeutung ist. Vermutlich ist dieses Merkmal für das pfeifende Fluggeräusch verantwortlich. Am Bauch hat das Steppenflughuhn ein auffallendes schwarzes Feld, das aber kleiner ist als beim Sandflughuhn und sich auf eine Binde im Bereich der Füße beschränkt. Die Flügelunterseiten sind hell.
Beim Männchen sind Kopf, Hals und Brust hell und ohne auffällige, dunkle Zeichnung. Die Kehle ist wie ein vom Auge bis zu den Halsseiten führenden Bogenstreif orangegelb. Auf der Brust zeigt sich ein – im Unterschied zu anderen Flughühnern – unauffälliges, dunkel gestricheltes Querband. Die sandfarbene Oberseite ist gebändert. An den Flügeln fehlt oberseits jedes Weiß, Brust und Handschwingen haben eine hellgräuliche Färbung. Beim Weibchen ist der Halsfleck von einem schmalen schwarzen Band gesäumt. Scheitel und Nacken sind schwarz gefleckt und ohne Orangegelb.

## Vorkommen

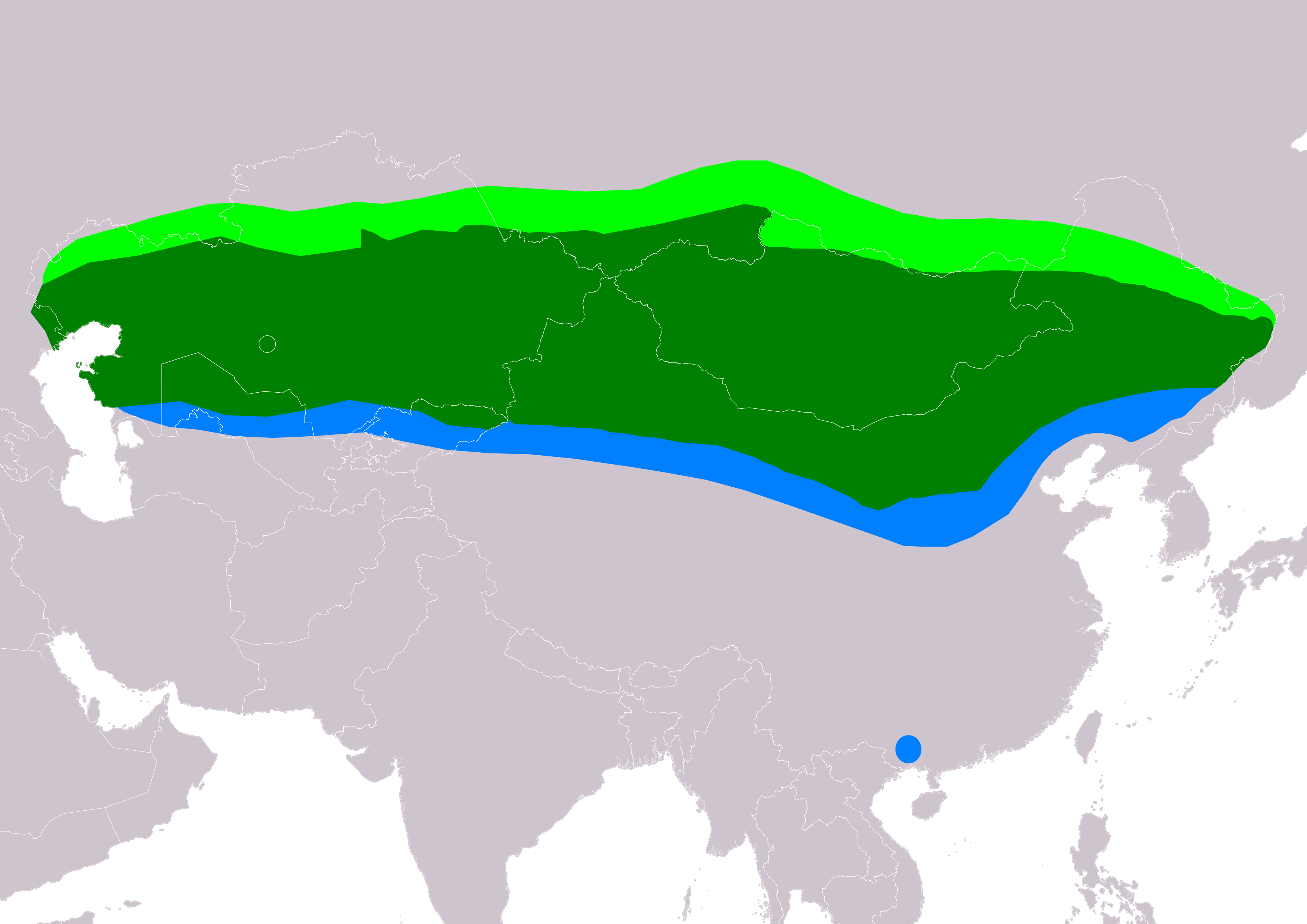
Verbreitung des Steppenflughuhns:
Brutgebiete
Ganzjähriges Vorkommen
Überwinterungsgebiete
Zusammengestellt von BirdLife International and Handbook of the Birds of the World (2016) 2016.

Das Steppenflughuhn bewohnt sandige Halbwüsten Innerasiens. Es kommt etwa zwischen 40° N und 50° N von Kasachstan und Usbekistan östlich bis Nordost-China vor. Während der Wanderungen nach Europa erscheint es bevorzugt an Sandküsten und auf Stoppelfeldern. In Großbritannien und in Dänemark kam es dabei sogar zu Bruten, in Norddeutschland fanden Brutversuche im Invasionsjahr 1888 statt. Die letzten großen Invasionen nach Europa mit über 10.000 Vögeln ereigneten sich in den Jahren 1863, 1888 und abgeschwächt 1908. Seither erschien das Steppenflughuhn nur noch vereinzelt in Europa. Grund ist vermutlich der Verlust der Brutgebiete im westlichen Mittelasien durch die Intensivierung der dortigen Landwirtschaft.

## Lebensweise

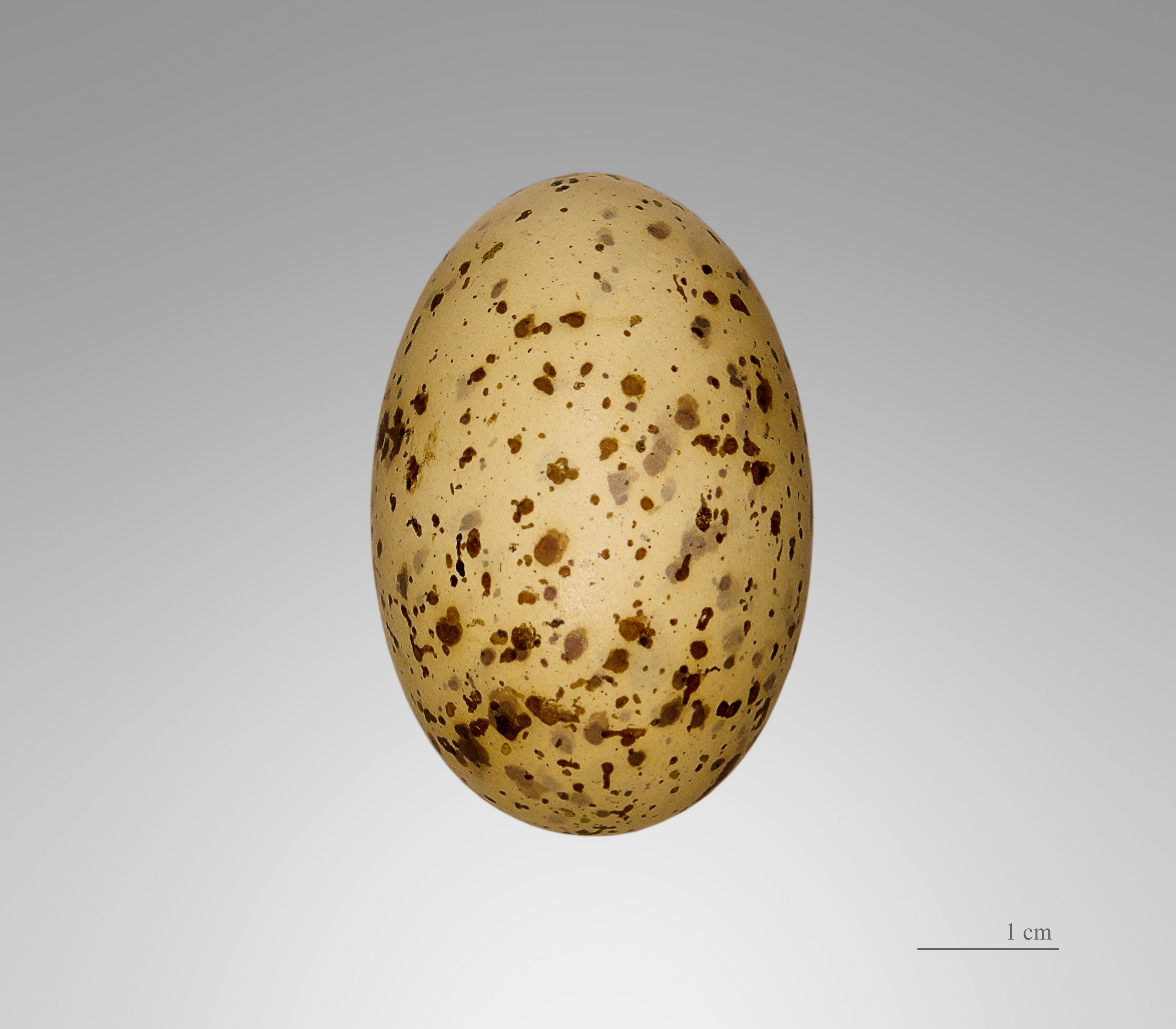
Ei des Steppenflughuhns (Syrrhaptes paradoxus)

In Scharen vereinigt rufen die Vögel häufig „körki“ oder „körkörki“. Das Steppenflughuhn ernährt sich vorwiegend von pflanzlicher Nahrung, besonders von Sämereien, Gräsern und Kräutern, selten von Insekten. Die Paarungszeit beginnt meist ab März oder April. Das Steppenflughuhn nistet in kleineren Kolonien auf dem Boden in dichter Vegetation. Das Gelege besteht meist aus drei, selten aus vier ockerfarbenen Eiern.